# Віллімантік (Коннектикут)
Віллімантік (англ. Willimantic) — переписна місцевість (CDP) в США, в окрузі Віндем штату Коннектикут. 